# ファルコン・F7
ファルコン・F7は、アメリカの自動車メーカー「ファルコン・モータースポーツ」が開発した、オリジナルスポーツカー。
2012年のデトロイトモーターショーで発表。生産はハンドメイドで、年20台程度を販売する計画だという。